# Giovanni Battista Crespi

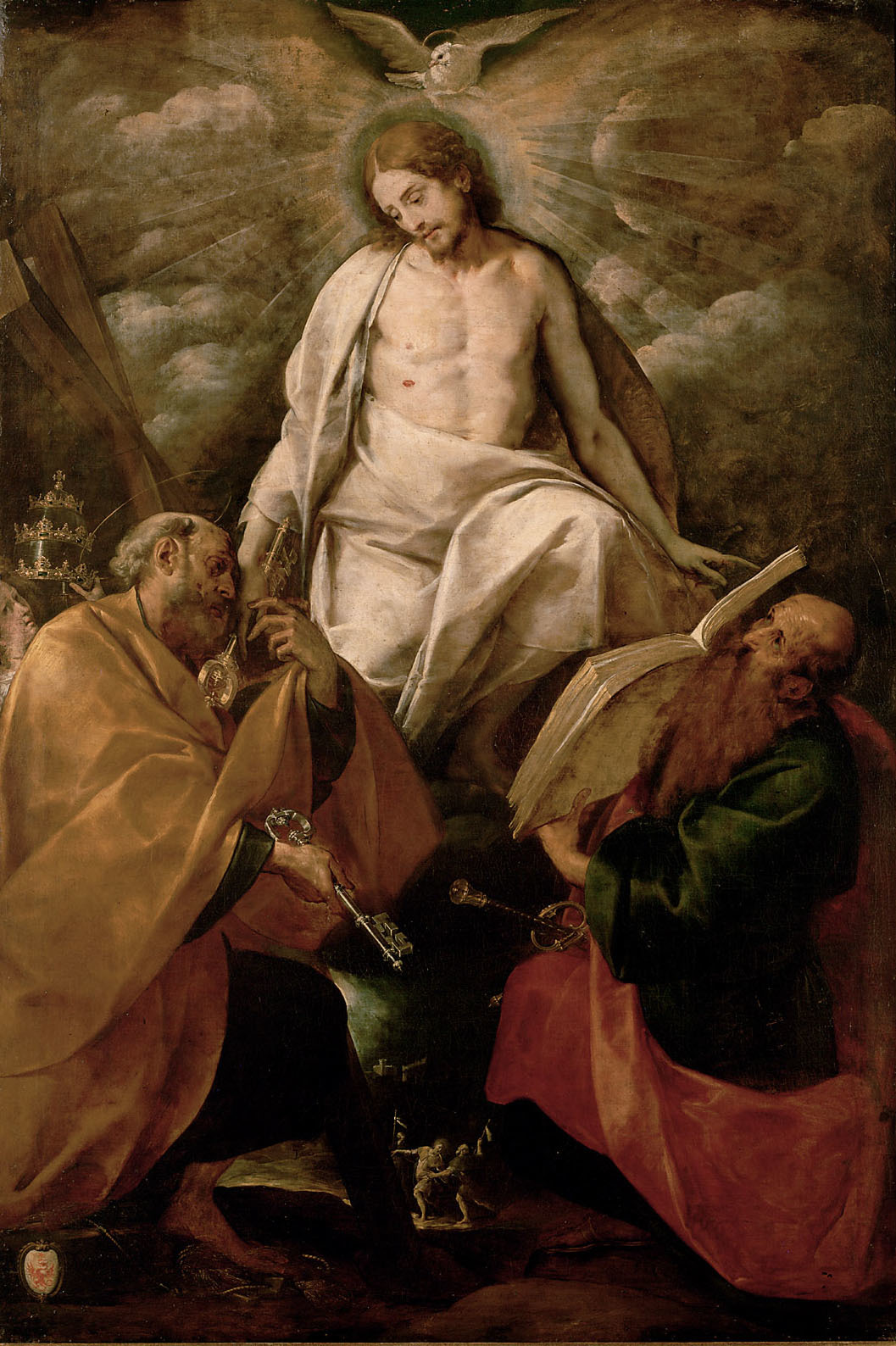
Christus erscheint den Aposteln Petrus und Paulus, um 1626/1628, Kunsthistorisches Museum, Wien

Giovanni Battista Crespi, genannt Il Cerano (auch Serrano oder Cerrano; * 23. Dezember 1573 in Romagnano Sesia; † 23. Oktober 1632 in Mailand), war ein italienischer Maler, Bildhauer und Architekt des Spätmanierismus und des Frühbarock, und ein führender Künstler seiner Zeit.

## Leben
Giovanni Battista war ein Sohn des Malers Raffaele Crespi und seiner Frau Camilla. Sein Geburtsort und -datum und der Name seiner Mutter waren lange Zeit unbekannt und wurden erst zu Beginn des 21. Jahrhunderts durch Forschungen von Marina dell’Omo in den Archiven der Gemeinde von Romagnano Sesia bekannt. Die Familie lebte später offenbar in Cerano, wovon sich sein Künstlername il Cerano ableitet. Auch sein Bruder Ortensio und seine Tochter Camilla waren Maler.
Genaueres über seine Ausbildung ist nicht bekannt, doch sehr wahrscheinlich erlernte er die Malerei in der väterlichen Werkstatt.
Ab 1591 lebte er in Mailand, wo er bereits als 18-jähriger Aufträge für den Grafen Renato Borromeo ausführte (wahrscheinlich im Palazzo Borromeo), für die er Ende des Jahres bezahlt wurde.

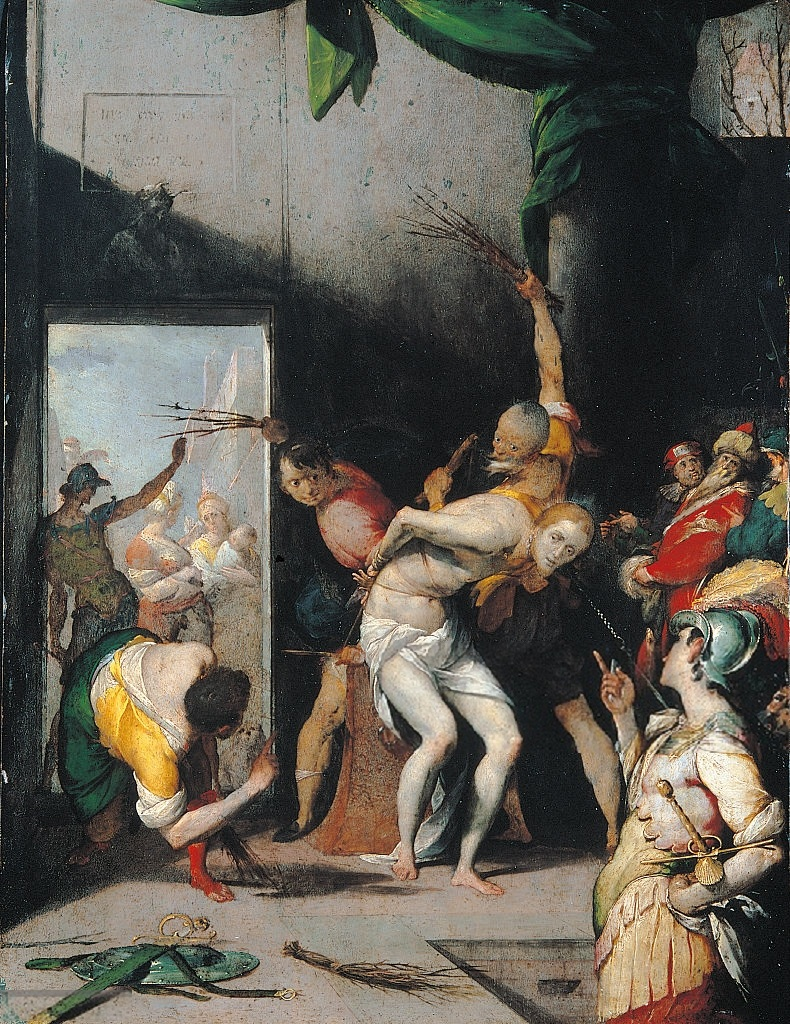
Geißelung, Öl auf Kupfer, 52 × 40 cm, Palazzo Borromeo, Isola Bella (Lago Maggiore), vor 1600

Im April 1594 erhielt er von Bischof Carlo Bascapè einige Aufträge, darunter ein Letztes Abendmahl in der Gemeindekirche von Cerano.
Es wird angenommen, dass er (mindestens) eine Reise nach Rom und wahrscheinlich Florenz und Bologna unternahm, möglicherweise um 1596 im Gefolge des Kardinals Federico Borromeo. Laut Rosci könnten für eine solche Reise auch stilistische Gründe sprechen, da man in Ceranos Frühwerk unter anderem Einflüsse des römischen Spätmanierismus und von Barrocci erkennt. Diese könnte er allerdings auch von Camillo Procaccini übernommen haben, der manchmal als sein Lehrer vermutet wurde. Auch Venedigaufenthalt, bei dem er die Malerei Tizians oder Tintorettos studieren konnte, wurde gelegentlich angenommen, ist aber bisher nicht nachgewiesen.
Sein erster öffentlicher Auftrag für Mailand und sein erstes datiertes Werk überhaupt war das Gelübde der heiligen Franziskaner, das er im Jahr 1600 für die Kapuzinerkirche der Immacolata Nuova in Mailand schuf; das Bild gelangte später in die Staatlichen Museen von Berlin, wurde aber bedauerlicherweise gegen Ende des Zweiten Weltkrieges im April 1945 durch einen Brand zerstört. Zu seinen Frühwerken gehört auch der Erzengel Michael in der Pinakothek des Castello Sforzesco in Mailand, sowie die ganz eigene, noch völlig manieristische Taufe Christi von 1601 im Frankfurter Städel.
Zwischen 1602 und 1603 schuf er vier Gemälde für einen Zyklus über das Leben des Carlo Borromeo im Mailänder Dom. Zu seinen wichtigsten Arbeiten der folgenden Jahre gehören außerdem mehrere Malereien in der Kirche Santa Maria presso San Celso, für die er zwischen 1603 und 1609 die Fresken in den Seitenschiffen und ein Altarbild vom Martyrium der hl. Katharina schuf; außerdem 1606 die beiden Temperagemälde der Verkündigung und der Heimsuchung (visitatio) für die Festdekoration der sogenannten „Madonna d’agosto“ („August-Madonna“).
1610, anlässlich der Feierlichkeiten zur Heiligsprechung von Carlo Borromeo, arbeitete Cerano neben Giulio Cesare Procaccini an einem Zyklus mit Wundern des hl. Carlo Borromeo für den Mailänder Dom, von dem einige Zeichnungen und Fragmente erhalten sind. Für den Dom malte er außerdem das große Oval mit der Verklärung des hl. Carlo Borromeo (San Carlo in gloria).

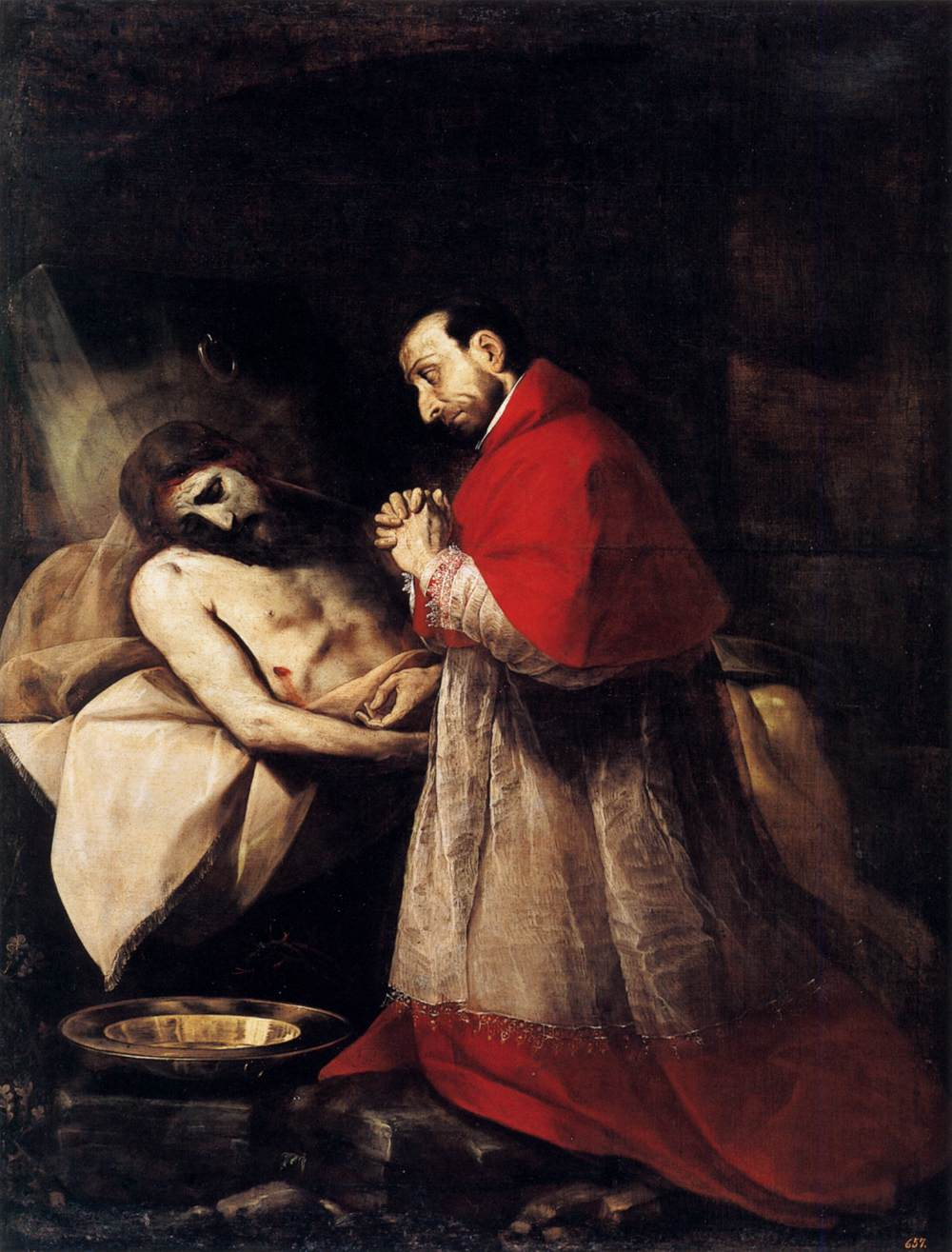
Der hl. Carlo Borromeo in Anbetung Christi, Öl auf Leinwand, 209 × 156 cm, Prado, Madrid, ca. 1620

Der heilige Carlo spielte auch sonst in seinem Werk eine große Rolle, unter anderem in dem Gemälde Madonna vom Siege. Mittlerweile hatte sich Ceranos Stil von seinen manieristischen Anfängen zu einer größeren Natürlichkeit im Sinne des Barock entwickelt. Davon zeugt auch sein Gemälde der hl. Carlo Borromeo in nächtlicher Meditation vor dem toten Christus im Prado (Madrid).
Ceranos Malerei ist immer frei und geistreich, seine religiösen Bilder sind durch die Ideale der Gegenreformation inspiriert. Er schuf zahlreiche Altarbilder für Mailänder Kirchen, wie Santa Maria della Pace, Santo Stefano, San Gottardo in Corte, Sant’Antonio Abate, San Fedele, San Marco, San Raffaele, San Protaso oder die Cappella del Monte di Pietà; manche dieser Bilder befinden sich auch heute noch vor Ort, andere gelangten später in Museen. Er arbeitete außerdem für Kirchen in Turin, Novara, Mortara, Varese, Vigevano, oder für den Dom von Pavia (siehe Werkliste).
Daneben malte er Andachtsbilder wie die Flucht nach Ägypten, die deutlich von Giulio Cesare Procaccini beeinflusst ist und von der es verschiedene Versionen gibt (u. a. in der City Art Gallery, Bristol), oder Christus und die Samariterin, von der ebenfalls mehrere Varianten und Repliken bekannt sind (u. a. im Dom von Toledo; im Muzeum Narodowe, Warschau; in der National Westminster Bank, Banbury).
1616 bis 1618 stand er mit Herzog Ferdinando Gonzaga von Mantua in Kontakt, für den er Fresken in der Villa Favorita malte. Aus der erhaltenen Korrespondenz geht hervor, dass der Maler mittlerweile gesundheitliche Probleme hatte.
Sein wohl berühmtestes und populärstes Werk ist die Rosenkranzmadonna für die Kirche San Lazzaro alle Monache in Mailand, die sich seit 1798 in der Pinacoteca di Brera befindet. Zu seinen Meisterwerken gehört auch die Madonna mit den Heiligen Carlo und Hugo von Grenoble (1617–1618) in der Certosa di Pavia; für denselben Ort schuf er gegen Ende seines Lebens auch die Madonna mit dem Hl. Bruno, die jedoch von seinem Schüler und Schwiegersohn Melchiorre Gherardini fertiggestellt werden musste.

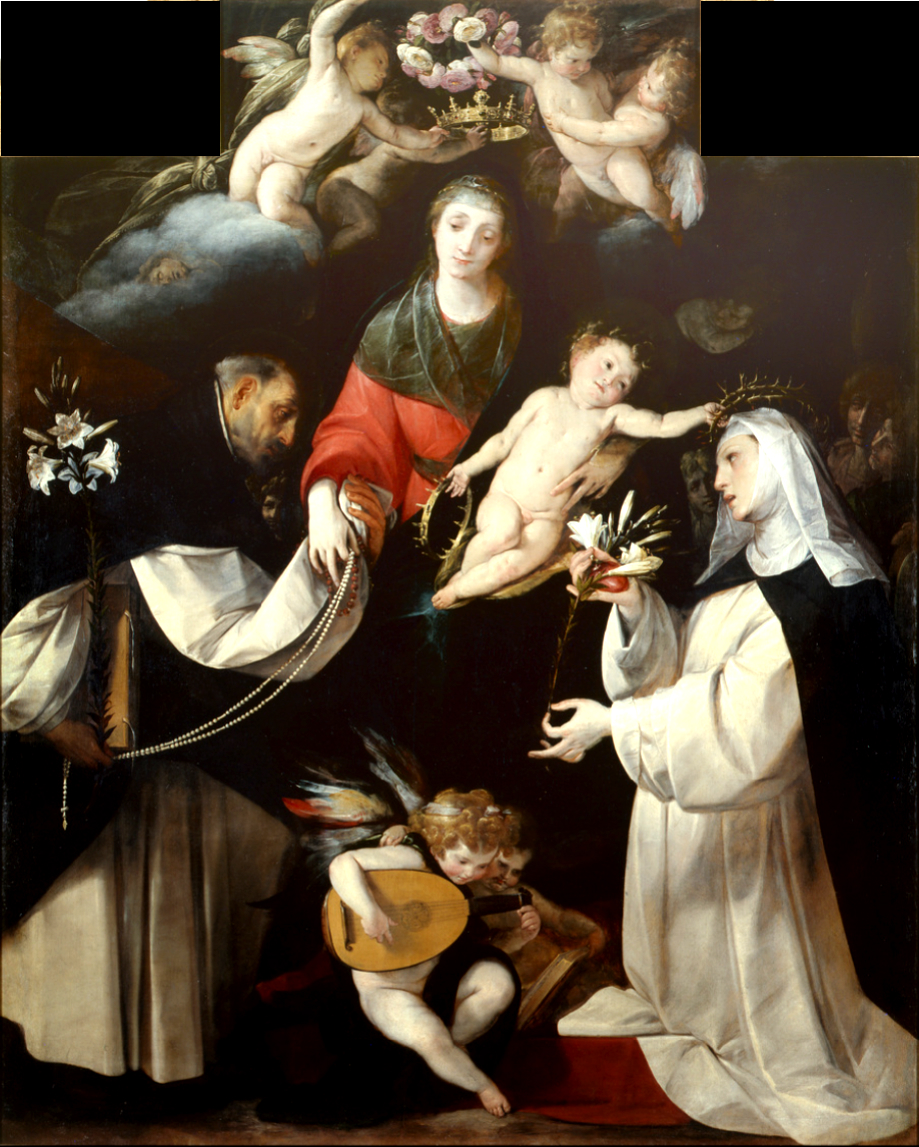
Rosenkranzmadonna, Brera, Mailand, 1618–25

Gemeinsam mit den anderen beiden Wegbereitern des lombardischen Barock, Morazzone und Giulio Cesare Procaccini, malte er das Martyrium der Hl. Rufina und Seconda, das auch als Bild der drei Hände berühmt ist und seit 1895 in der Pinacoteca di Brera verwahrt wird. Cerano schuf dabei die Figuren auf der linken Seite, darunter einen Hund und ein Pferd, die seinem Ruf als ausgezeichneter Tiermaler gerecht werden (siehe Abb. unten).
Er leitete ab 1621 die Malschule der Accademia Ambrosiana in Mailand, die von Federico Borromeo gegründet wurde.
Das Gemälde Christus erscheint den Hl. Petrus und Paulus im Kunsthistorischen Museum (Wien) gilt als eines seiner späten Meisterwerke; es entstand ursprünglich für die Kirche San Pietro dei pellegrini in Mailand.
In bildhauerischer und architektonischer Hinsicht scheint Cerano vor allem Entwürfe geliefert zu haben, wie für die Kolossalstatue des Hl. Carlo Borromeo in Arona, die erst 1690 von Bernardo Falcone fertiggestellt wurde; oder für die Fassade von San Paolo alle Monache (Mailand), deren Skulpturen nach seinen Ideen von Gian Andrea Biffi und Giacomo Buono geschaffen wurden, ebenso wie das Basrelief mit dem Fall des Hl. Paulus von Gaspare Vismara. 1628 schuf er die Vorlagen für die Reliefs mit Geschichten aus dem Alten Testament über den Portalen des Mailänder Domes, die im Museo dell’Opera aufbewahrt werden, zusammen mit Gipsmodellen von Vismara, Biffi und Giovan Pietro Lasagna. 1629 bis 1631 war Cerano Bauleiter (capomastro) des Domes.
Seine späten Werke entstanden oft unter deutlicher Beteiligung seiner Schüler und Gehilfen Gherardini und Girolamo Chignoli, darunter die große Lünette die Madonna befreit Mailand von der Pest (1631) für die Kirche Santa Maria delle Grazie. Zu seinen Schülern zählen auch Daniele Crespi und Carlo Francesco Nuvolone.
Giovanni Battista Crespi „il Cerano“ starb am 23. Oktober 1632 an einer Lungenkrankheit (Asthma ?) und an „Wassersucht“ (hydrops) und wurde in der Kirche Santa Maria presso San Celso in Mailand bestattet.
Unvollendet blieb sein Gemälde die Madonna führt den Hl. Dominikus zum Sieg über die Albigenser für die Kirche San Domenico in Cremona, die wahrscheinlich auf Schlachten der Feldherren Tilly und Wallenstein im Dreißigjährigen Krieg anspielen soll (heute: Museo civico, Cremona).

## Bildergalerie

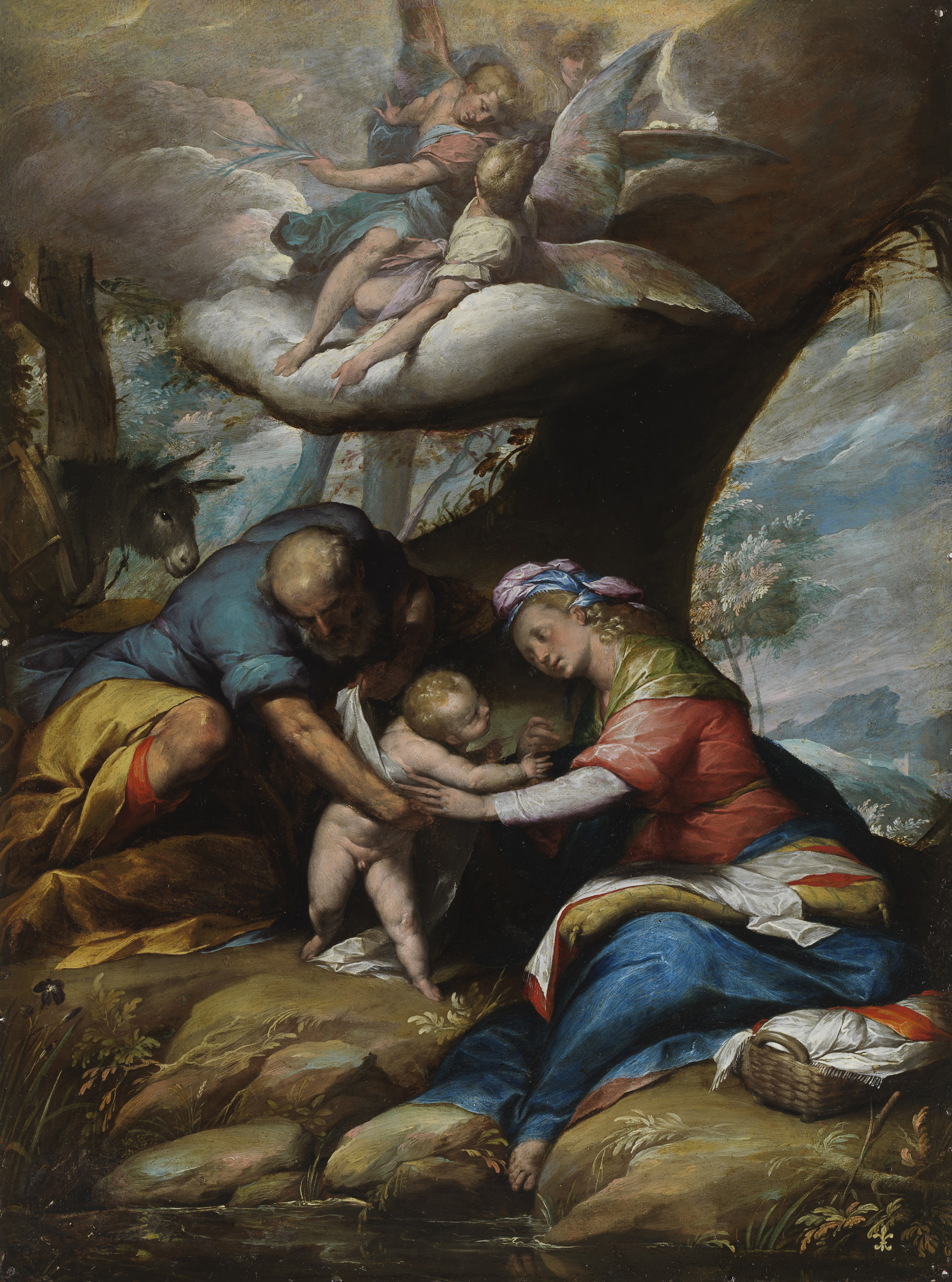
Ruhe auf der Flucht nach Ägypten, Öl auf Kupfer, 43 × 32 cm, Prado, Madrid, 1595
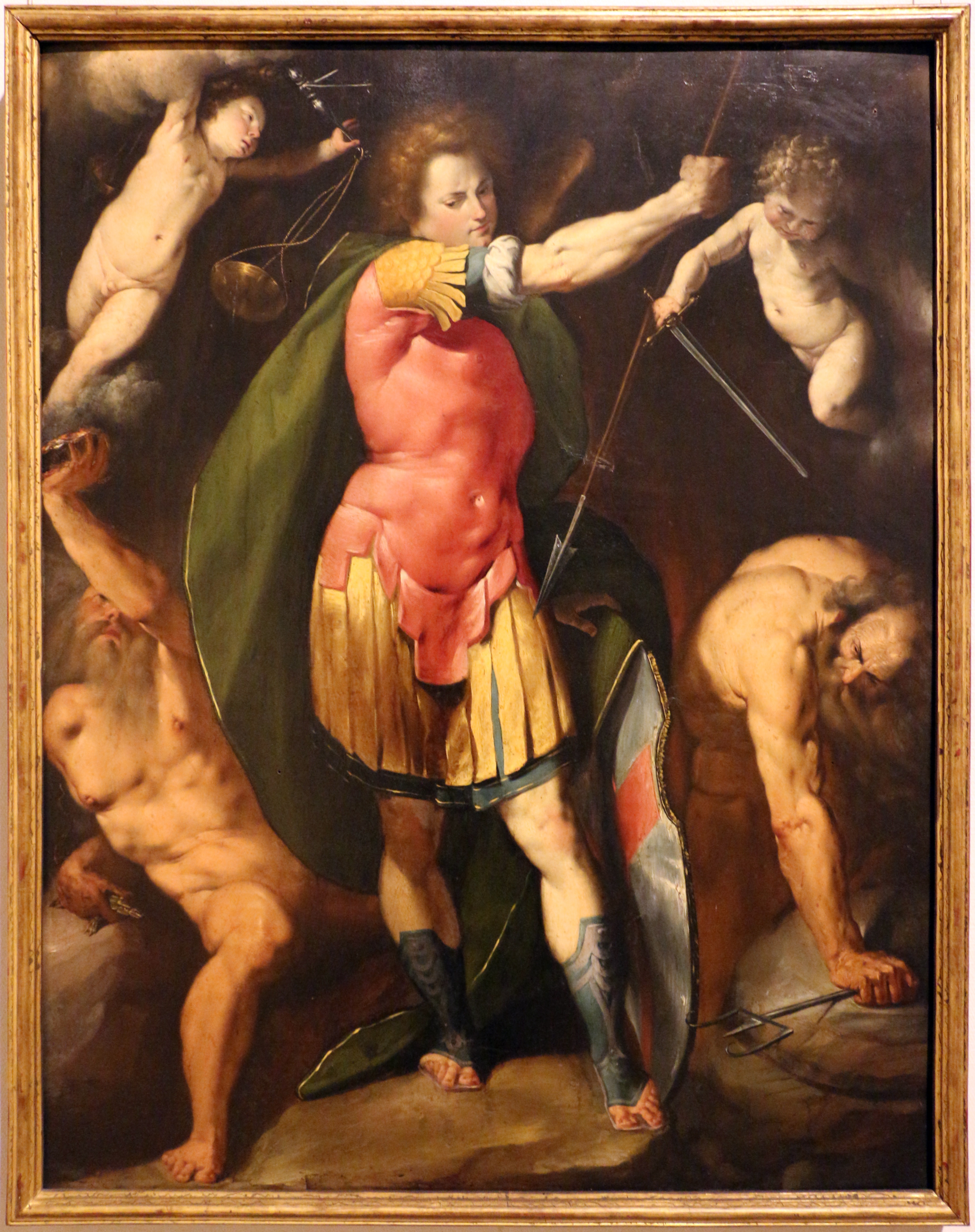
Erzengel Michael, Pinacoteca del Castello Sforzesco, Mailand, ca. 1605–1610
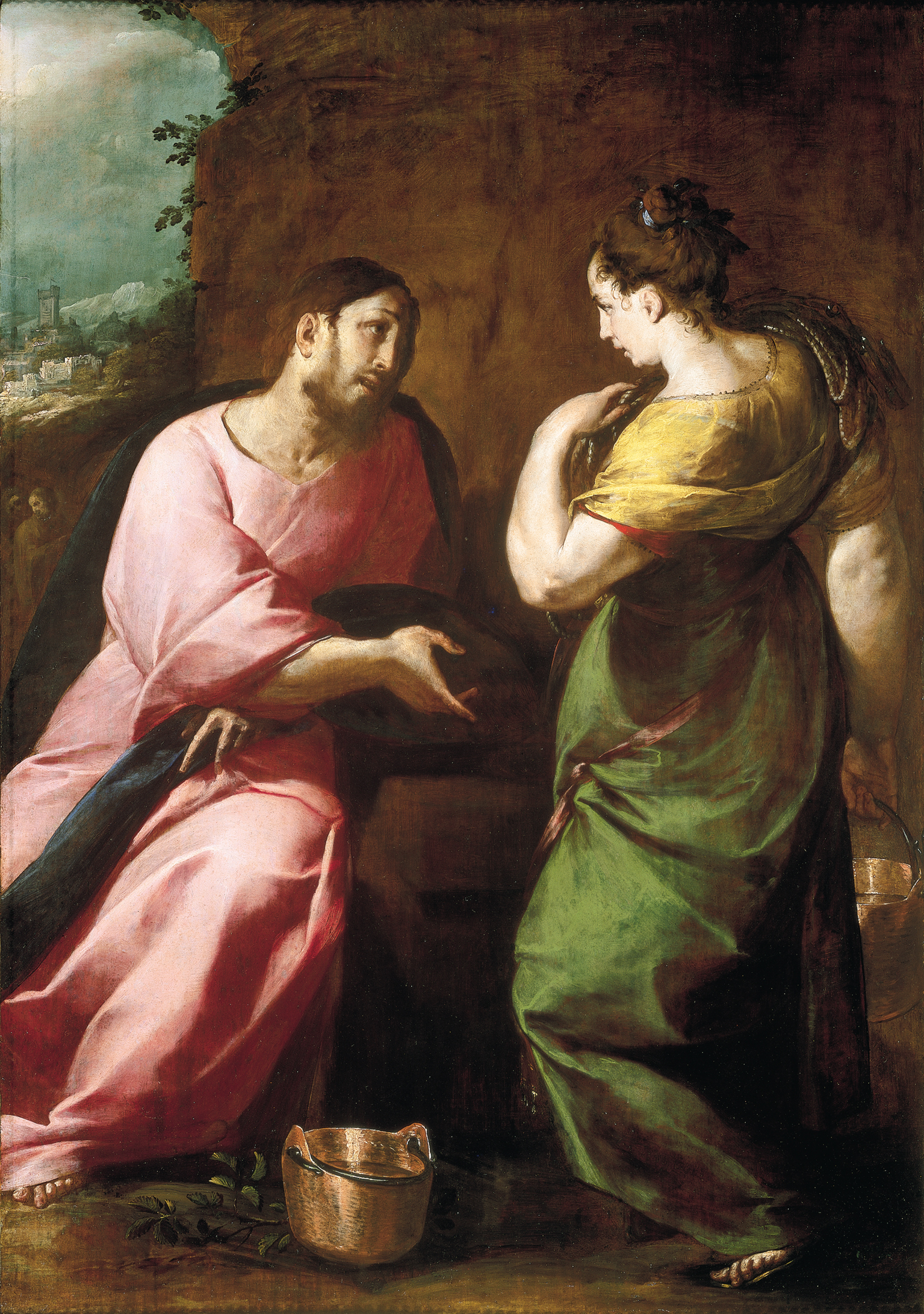
Jesus und die Samariterin, Öl auf Leinwand, 100 × 72 cm, Collezione Koelliker, Mailand
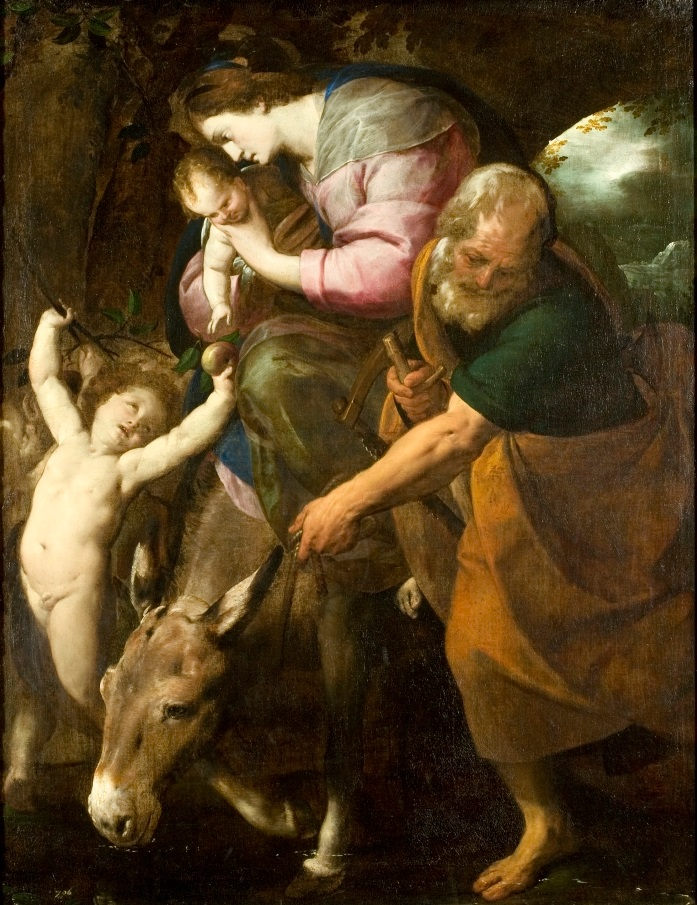
Flucht nach Ägypten, Öl auf Leinwand, City Art Gallery, Bristol (Datum ?)
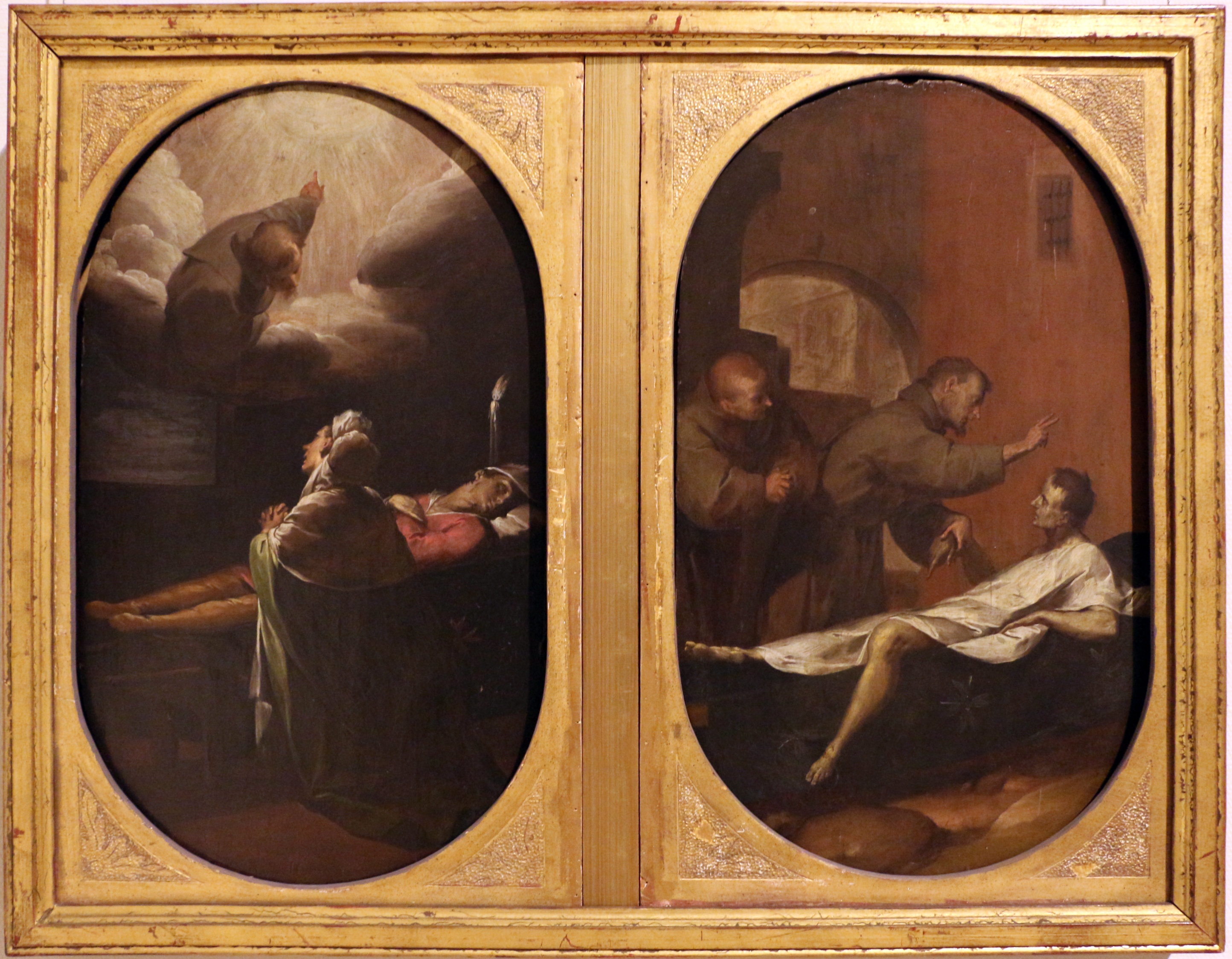
Wunder des hl. Franziskus, Pinacoteca del Castello Sforzesco, Mailand, ca. 1610
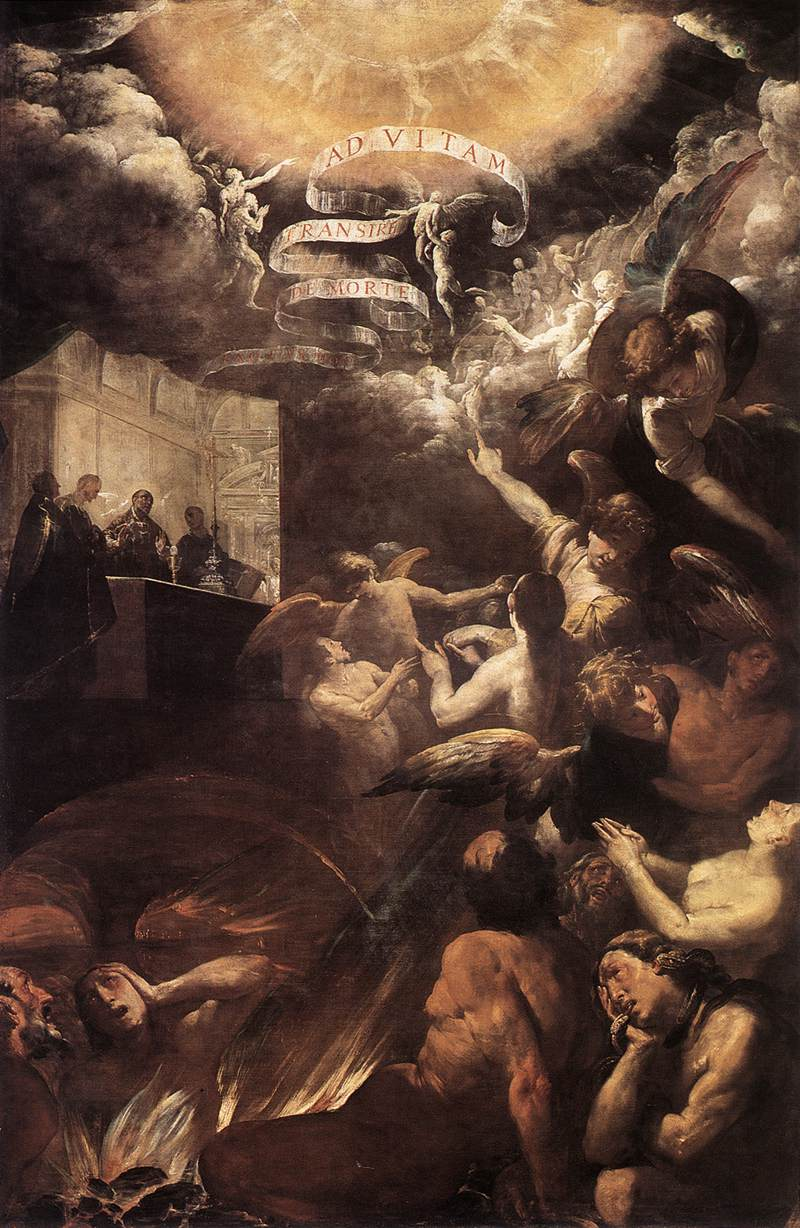
Der hl. Gregor befreit die Seele eines Mönchs, Öl auf Leinwand, San Vittore, Varese, 1617
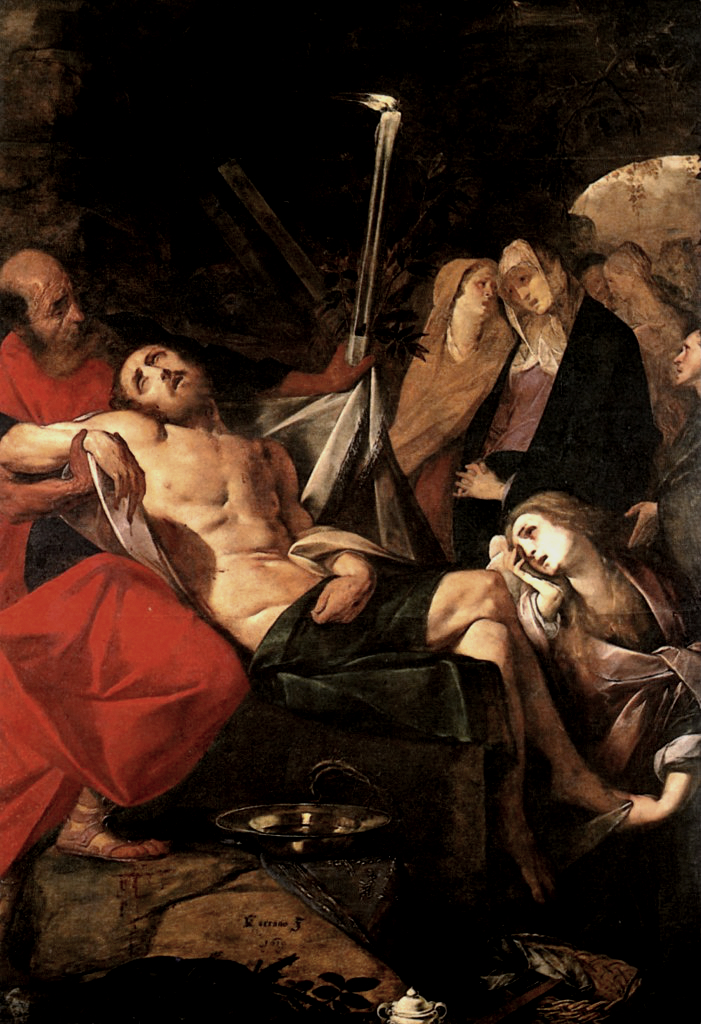
Grablegung Christi, Öl auf Leinwand, 280 × 194 cm, Musei Civici, Novara, 1625
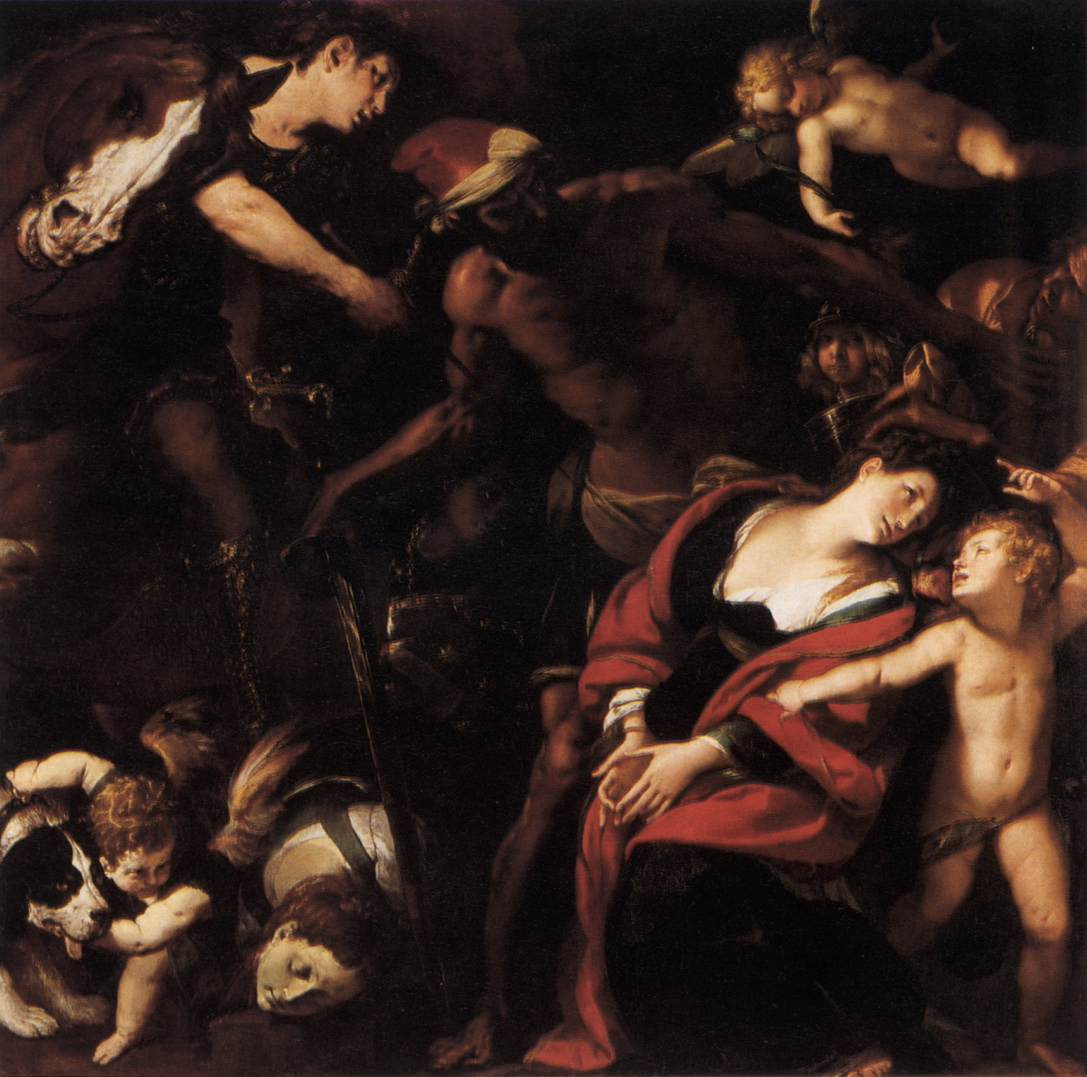
Cerano, G. C. Procaccini & Il Morazzone: Martyrium der Hl. Rufina und Seconda (Bild der drei Hände), Pinacoteca di Brera, Mailand
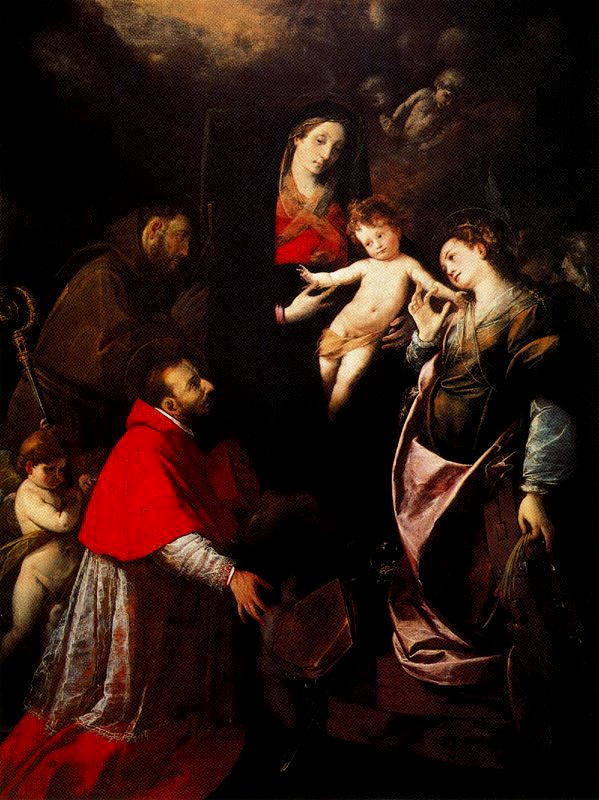
Madonna mit Kind und den Hl. Franziskus, Carlo Borromeo und Katharina von Alexandrien, Uffizien, Florenz, ca. 1525–1530

## Werke (Auswahl)

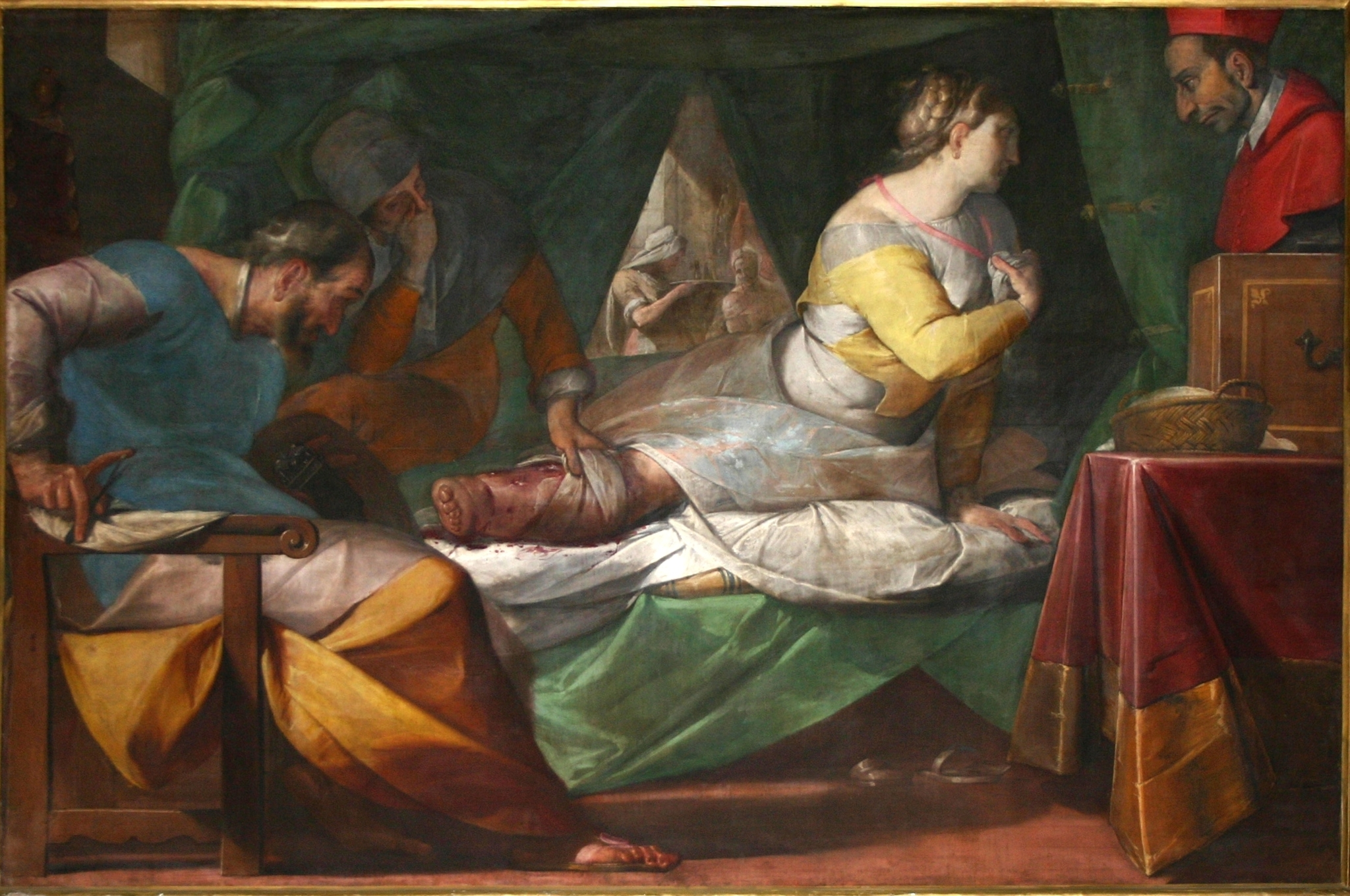
Wunder des Carlo Borromeo an Aurelia degli Angeli, 1610, Mailänder Dom

- Madonna vom Siege, 1581(?), Stadtpfarrkirche St. Dionysius, Neckarsulm
- Hl. Franziskus heilt einen Leprakranken (Oval), 1600, Holz, 41×26 cm
- Taufe Christi, 1601, Leinwand, 203 × 255 cm, Städelsches Kunstinstitut, Frankfurt am Main
- Szenen aus dem Leben des Hl. Karl Borromäus, 1602–1603, Leinwand, 480 × 600 cm, Mailänder Dom
- Hl. Franziskus befreit einen Gefangenen (Oval), 1600, Holz, 41 × 26 cm, Mailand, Pinacoteca di Brera
- Statue der Madonna von San Celso verehrt von den Hl. Franziskus und Carlo Borromeo, Galleria Sabauda, Turin
- Hl. Ambrosius, Pinacoteca Ambrosiana, Mailand
- Verklärung des Hl. Carlo Borromeo (Oval), Mailänder Dom
- Kreuzigung, San Lorenzo, Mortara
- der Hl. Carlo Borromeo in nächtlicher Meditation vor dem toten Christus, Prado, Madrid
- Der tote Christus von Heiligen verehrt, Santo Stefano, Mailand
- Hl. Carlo Borromeo in Glorie, San Gottardo in Corte, Mailand
- Martyrium des Hl. Dionisius, San Dionigi, Vigevano
- Vision des Gaetano da Thiene, Sant Antonio abate, Mailand
- Vision des Hl. Ignatius von Loyola, San Fedele, Mailand
- Die Messe des Hl. Gregor für die Seelen im Purgatorium, nach 1614, San Vittore, Varese
- Rosenkranzmadonna (urspr. für San Lazzaro alle Monache, Mailand), Pinacoteca di Brera, Mailand
- Taufe des Hl. Augustinus, 1618, Leinwand, 470 × 720 cm, San Marco, Mailand
- Madonna mit den Hl. Carlo und Hugo von Grenoble, 1617–1618, Certosa di Pavia
- Martyrium der Hl. Rufina und Seconda (sogenanntes Bild der drei Hände), Pinacoteca di Brera, Mailand (zusammen mit Giulio Cesare Procaccini und Morazzone)
- Madonna mit den Hl. Siro und Antonius, Dom von Pavia
- Jonathan bricht das Fasten, San Raffaele, Mailand
- der Hl. Franziskus betet ein Kruzifix an, 1618, Leinwand, 73 × 79 cm, Civico Museo d’Arte Antica, Castello Sforzesco, Mailand
- Madonna mit Heiligen, nach 1623 (urspr. für die Chiesa del Monte dei cappuccini, Turin), Galleria Sabauda, Turin
- Grablegung Christi, 1625 (datiert), Leinwand, 280 × 194 cm, (urspr. für San Lorenzo dei cappuccini, Novara), Museo civico, Novara
- Der auferstandene Christus mit Heiligen, um 1626, San Vittore a Meda
- Christus erscheint den Aposteln Petrus und Paulus, um 1626/1628, Leinwand, 274 × 184 cm, Kunsthistorisches Museum, Wien
- Der tote Christus mit Maria Magdalena, Cappella del Monte di Pietà, Mailand
- Kreuzigung mit Heiligen, 1628 (urspr. für San Protaso, Mailand), Seminario di Venegono
- Die Madonna befreit Mailand von der Pest (Lünette), 1631, Santa Maria delle Grazie, Mailand (zusammen mit Melchiorre Gherardini und Chignoli)
- Madonna mit dem Hl. Bruno, nach 1630, Certosa di Pavia (vollendet von Melchiorre Gherardini)
- Die Madonna führt den Hl. Dominikus zum Sieg über die Albigenser (ursprünglich für San Domenico, Cremona), Museo Civico, Cremona (unvollendet)